# Aquincum
Aquincum (pronunțat /aˈkʷɪŋkũː/, maghiară: [ˈɒkviŋkum]) a fost un oraș antic, situat la nord-estul granițelor provinciei Pannonia în cadrul Imperiului Roman. Ruinele orașului pot fi găsite astăzi în Budapesta, capitala Ungariei. Se crede că Marcus Aurelius a scris cel puțin o parte a cărții sale Meditații la Aquincum.